# Forteresse de Varsovie
La forteresse de Varsovie (polonais : Twierdza Warszawa, russe : Варшавская крепость) était un système de fortifications construit à Varsovie, en Pologne, au XIXe siècle, lorsque la ville faisait partie de l'Empire russe. La forteresse appartenait à une chaîne de forteresses construites au cours de cette période en Pologne du Congrès et dans la région adjacente.

## Histoire
La forteresse a été construite par étapes, la première partie, connue sous le nom de citadelle de Varsovie, ayant été bâtie par le tsar Nicolas Ier entre 1832 et 1834, immédiatement après l'insurrection polonaise de novembre 1830. Cette fortification initiale a ensuite été continuellement améliorée par l'ajout d'autres forts à proximité, les travaux étant finalement achevés en 1874. En 1879, le gouvernement de l'Empire russe décida de procéder à une extension majeure de la forteresse, qui incorporerait un système de grands forts entourant toute la ville. Entre 1883 et 1890, 20 forts formant ce nouveau système furent construits. Il était prévu de combiner la forteresse de Varsovie avec la forteresse de Modlin voisine en construisant une chaîne de forts de liaison, mais ces travaux ne furent réalisés que partiellement. Les progrès rapides de la puissance de l'artillerie de siège exigeaient un renforcement continu des forts. Dans la dernière période de son existence, la forteresse se composait de 29 forts et ouvrages majeurs, y compris les forts les plus anciens de la citadelle d'origine, qui furent renforcés par de nombreux ouvrages de terrain plus petits.
À la suite de la défaite dans la guerre contre le Japon en 1904-1905, l’Empire russe a repensé en profondeur sa stratégie militaire. Dans le cadre de cette réévaluation et des changements qui en ont résulté dans les déploiements stratégiques, il a été décidé que l'entretien de la forteresse de Varsovie n'était plus rentable. En 1909, la décision fut prise de supprimer la forteresse. Les travaux de démolition de ses œuvres ont commencé mais ils ont progressé lentement. En 1913, face à la détérioration de la situation internationale juste avant le déclenchement de la Première Guerre mondiale, la décision fut annulée et des travaux précipités commencèrent pour remettre la forteresse en état de préparation au combat. Ces défenses ne furent jamais mises à l'épreuve, puisque Varsovie fut évacuée sans combat par l'armée russe en août 1915, lors de sa retraite générale cet été-là.
Après que la Pologne ait retrouvé son indépendance en novembre 1918, le démantèlement de certaines fortifications reprit, d'autres furent reprises par l'armée polonaise et utilisées comme sites de stockage ou casernes, bien qu'au fil des années elles furent progressivement abandonnées. Certains forts ont été brièvement préparés pour la défense lors de la bataille de Varsovie en août 1920, d'autres ont connu de violents combats lors du siège de la ville en septembre 1939, bien que leur force défensive ait été considérablement réduite en raison des progrès de la technologie militaire. Aujourd'hui, de nombreux forts existent encore, mais certains ont été reconstruits et il n'en reste aucune trace. À l'heure actuelle, la ville ne dispose pas d'un concept unifié pour leur utilisation, même si leur valeur historique est reconnue. Ils ne sont pour la plupart pas entretenus et ne sont donc pas ouverts au public pour des visites touristiques. Seuls la citadelle et certains de ses forts adjacents sont bien entretenus et ouverts aux touristes.

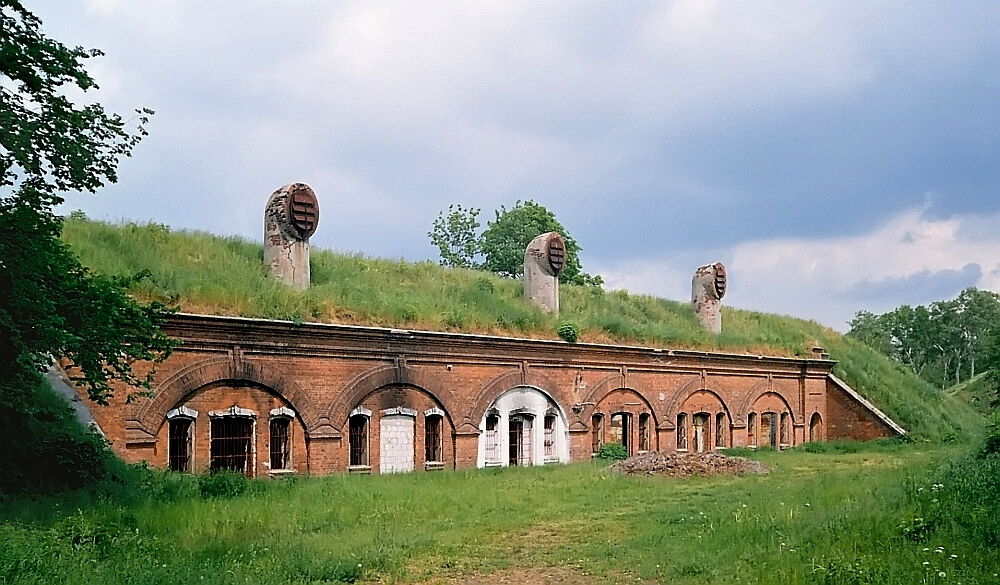
Baraques dans le fort P Bema.
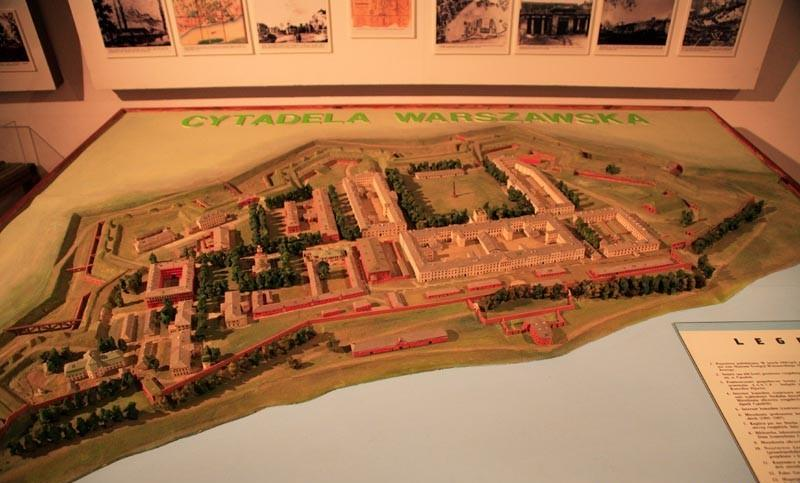
Maquette de la citadelle de Varsovie.
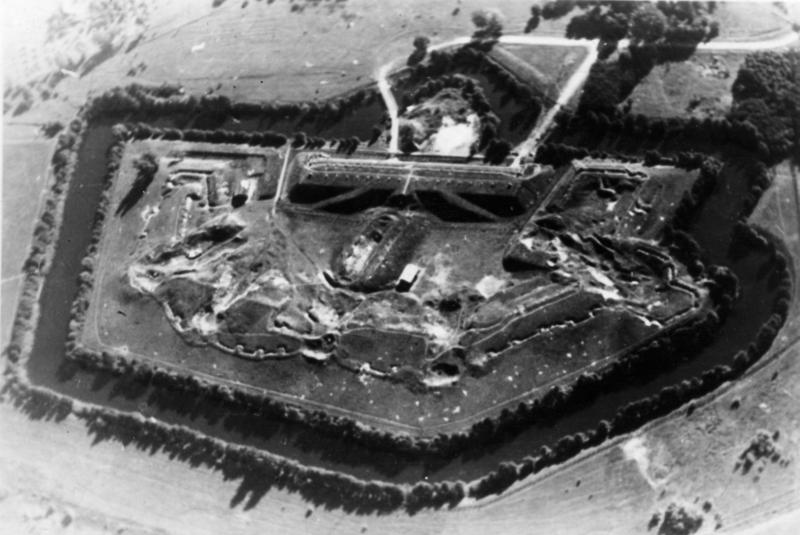
Fort II Wawrzyszew en 1939.
Carte montrant les forts de Varsovie et la forteresse de Modlin, avec les ouvrages de liaison (certains jamais construits).